# 塞繆爾·丘庫韋澤
山繆·奇梅伦卡·丘庫韋澤（英語：Samuel Chimerenka Chukwueze，i//；1999年5月2日—）是一名奈及利亞的職業足球運動員，現效力意甲球隊AC米蘭。

## 俱乐部职业生涯
2023年7月27日，意甲俱乐部AC米兰宣布与丘库韦泽签约，合同期至2028年6月30日。11月28日，他在球队主场1比3负于多特蒙德的欧冠比赛中打进了他的首个进球。12月13日，他在第84分钟打进制胜球，帮助球队在客场以2比1战胜纽卡斯尔联，使球队最终排名小组第三，晋级欧联杯。2024年3月17日，在对阵维罗纳的意甲比赛中，他替补出场并打进了最后一个进球，帮助球队以3比1获胜，这也是他为AC米兰打进的首个联赛进球。2024年4月14日，在对阵萨索洛的联赛中，丘库韦泽打进了两个进球，但由于微越位均被判无效。

## 国际职业生涯

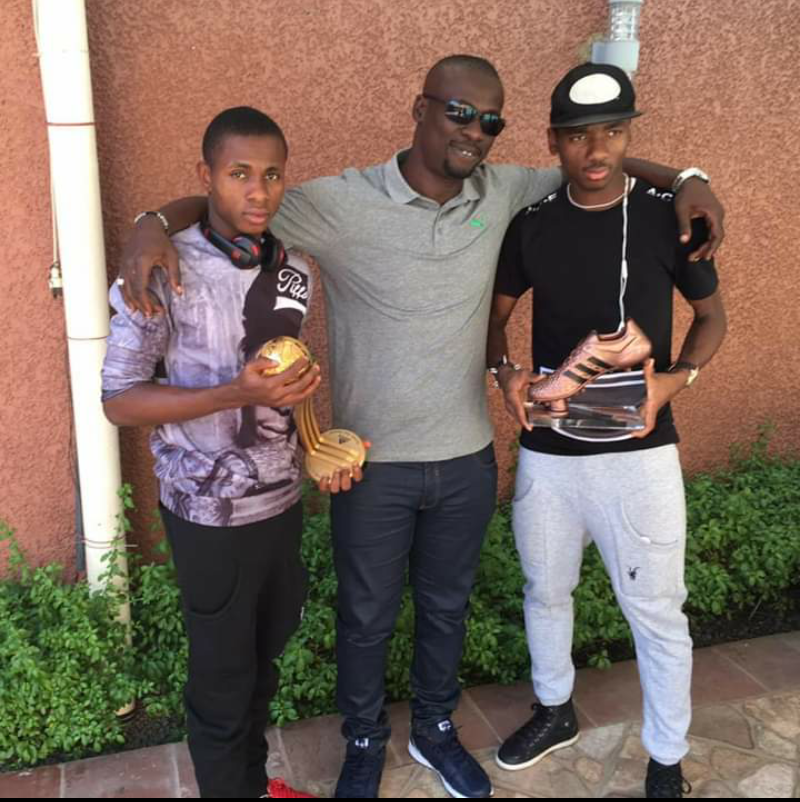
丘库韦泽（左）与Victor Apugo（中）和凯莱奇·恩瓦卡利（右）合影于2015年

在为尼日利亚U-17队效力后，他于2018年10月首次被征召入成年国家队。2018年11月20日，他在尼日利亚与乌干达的友谊赛中首次亮相，首发出场，比赛最终以0比0平局结束。
2019年5月，丘库韦泽被邀请代表尼日利亚成年国家队参加2019年非洲国家杯和U-20队参加2019年国际足联U-20世界杯。然而，比利亚雷亚尔表示他只能参加其中一个赛事。他最终决定参加在埃及举办的非洲国家杯，并在四分之一决赛尼日利亚2比1战胜南非的比赛中打进了他的首个成年队进球。

## 榮譽
比利亞雷阿爾
- 歐霸盃冠軍 : 2020–21[14]

奈及利亞U17
- 國際足協U-17世界盃冠軍 : 2015[15]

## 外部連結
- Samu Chukwueze在BDFutbol中的档案
- Soccerway資料庫：Samu Chukwueze